# Pandora (Ohio)
Pandora – wieś w Stanach Zjednoczonych, w stanie Ohio, w hrabstwie Putnam.